# Крапивник (Калушская городская община)
Крапи́вник (укр. Кропивник) — село в Калушской общине Калушского района Ивано-Франковской области Украины.
Делится на две части: Долишный конец и Горишный конец.
Население по переписи 2001 года составляло 2239 человек. Занимает площадь 24,1 км². Почтовый индекс — 77340. Телефонный код — 03472.